# Пети, Пьер (композитор)
Пьер Пети́ (фр. Pierre Petit; 12 апреля 1922, Пуатье — 1 июля 2000, Париж) — французский композитор, педагог и музыкальный критик.
Окончил Лицей Людовика Великого и поступил одновременно в Сорбонну, где изучал древнегреческий язык, и в Парижскую консерваторию, где учился, в частности, у Нади Буланже и Анри Бюссера. Уже в 1941 году одно из его сочинений, Мелодия для голоса и фортепиано, было опубликовано. В 1946 году, через год после окончания консерватории, Пети получил Римскую премию за одноактную оперу «Игра любви и случая» (фр. Le Jeu de l'amour et du hasard, по одноимённой пьесе Мариво). За этим успехом последовали успешные премьеры оперетты «Маршальша Не-Ведая-Стыда» (фр. La Maréchale Sans-Gêne, по пьесе «Мадам Не-Ведая-Стыда» Викторьена Сарду) и балета «Задиг» (фр. Zadig, по Вольтеру).
В дальнейшем музыка для сцены также оставалась наиболее значительной частью композиторского творчества Пети: ему принадлежат, в частности, балеты «Римский романс» (итал. Romanza romana; 1950), «Прелестное кино» (фр. Ciné-Bijou; 1952, на джазовые темы), «Красный свет, зелёный свет» (фр. Feu rouge, feu vert; 1953) и «Орфей» (1975), комическая опера «Мигрень» (фр. Migraine; 1959) и др. Из других произведений Пети выделяются Концерт для фортепиано с оркестром (1956), Концертино для органа, струнных и ударных (1958), Концерт для двух гитар с оркестром (1964, написан для знаменитого дуэта Иды Прести и Александра Лагойи), Тарантелла для оркестра (1971), Сюита для двух виолончелей с оркестром (1974); Пети принадлежит также камерная музыка, в том числе «Сюита для четырёх виолончелей» (1945), пять пьес для фортепиано «Булонский лес» (1946), Вечное движение для гитары (1984) и др., вокальная, церковная музыка.
Пети много работал как музыкальный критик — сперва в «Figaro littéraire», а с 1975 г. в «Le Figaro». Он опубликовал книгу «Вокруг французской песни» (фр. Autour de la chanson française; 1952), популярные книги о Верди (1958), Равеле (1970) и Моцарте (1991). С 1960 г. он занимал ответственные должности на французском телевидении (ORTF), отвечая сперва за лёгкую музыку, затем за производство музыкальных программ и за камерную музыку. В 1963 году Пети был также назначен генеральным директором парижской Нормальной школы музыки и оставался на этом посту до последних месяцев жизни.